# Borromeo

Fürstliches Wappen der Familie Borromeo mit Devise „humylitas“

Borromeo ist der Name eines alten italienischen Adelsgeschlechts, das ursprünglich aus der Gegend von Rom stammte. In San Miniato gehörte es Ende des 13. Jahrhunderts zu den wohlhabenden bürgerlichen Kaufmannsfamilien. Um 1370 emigrierte es nach Mailand und begründete dort ein Bankgeschäft mit Filialen in Venedig und Florenz. Durch Verschwägerung mit dem in Mailand regierenden Herzogshaus der Visconti gelangten die Bankiers zu großem Reichtum. 1406 erlosch die Mailänder Linie der Borromeo, Name und Erbe fielen über die weibliche Linie an das alte Patriziergeschlecht Vitaliani aus Padua. Diese stiegen in Mailand unter dem angenommenen Namen Borromeo zu einer der bedeutendsten Bankiersfamilien des 15. Jahrhunderts auf.
Um 1440 erwarben die Borromeo zwei Burgen am Lago Maggiore und wurden 1445 in den Grafenstand erhoben. Zwischen 1447 und 1450 unterstützten sie die Familie Sforza in ihrem Kampf um die Nachfolge der Visconti. Über Jahrhunderte übten sie die Mailänder Oberherrschaft am Lago Maggiore aus, wo sie bis heute bedeutende Schlösser besitzen. Die Borromeo waren seit 1445 Grafen von Arona, das Familienoberhaupt seit 1623 Marchese di Angera und seit 1916 Principe di Angera.

## Geschichte
Das Ältere Haus Borromeo erscheint urkundlich Ende des 13. Jahrhunderts, stammte ursprünglich aus der Gegend von Rom und gelangte dann im toskanischen San Miniato zu Wohlstand, wo seine Angehörigen Buon Romei genannt wurden. Aufgrund der Kämpfe zwischen Ghibellinen und Guelfen, in deren Folge 1370 Filippo di Lazzaro Borromei hingerichtet wurde, siedelten seine Söhne Borromeo und Giovanni nach Mailand über, wo sie ein Bankgeschäft begründeten. Angehörige der Familie führten bald auch Zweiggeschäfte in Venedig und Florenz. Noch im 14. Jahrhundert erwarben sie Grundbesitz in Peschiera bei Mailand. Filippo Buonromei heiratete Talda di Tenda, Tochter des Wilhelm Lascaris di Ventimiglia, Graf von Tenda, deren Schwester Beatrice di Tenda mit Filippo Maria Visconti, dem Herzog von Mailand, verheiratet war.

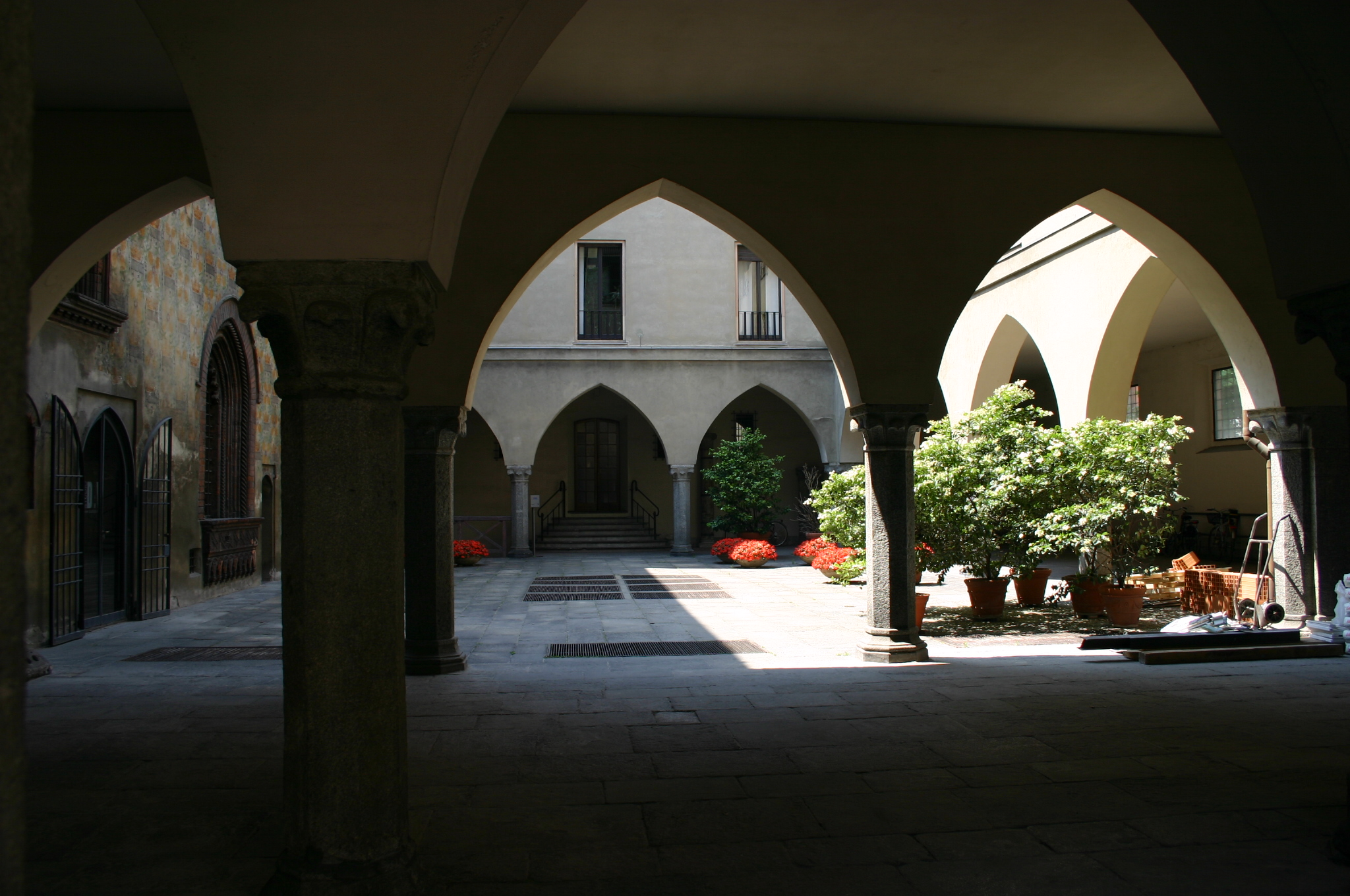
Der Palazzo Borromeo in Mailand

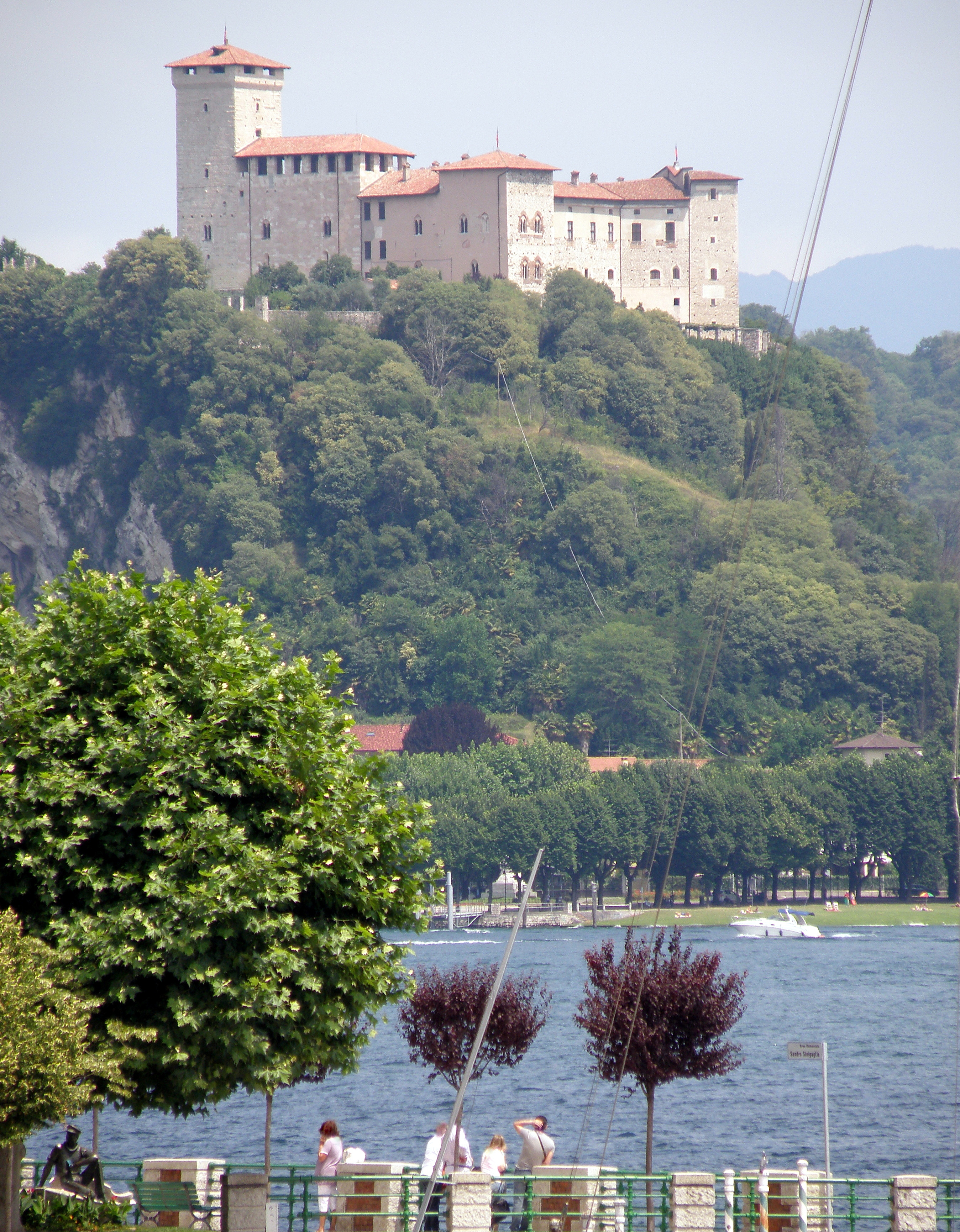
Die Burg von Angera (seit 1449 im Familienbesitz)

Filippo Buonromeis Tochter, Margherita Borromeo († 1429), heiratete Giacobino Vitaliani († 1409) aus Padua, deren Sohn Vitaliano Vitaliani (1390–1449) von seinem Onkel Giovanni Borromeo, einem reichen Kaufmann und Bankier ohne männliche Nachkommen, 1406 adoptiert wurde, den Namen Borromeo übernahm und das Jüngere Haus Borromeo begründete. Die Vitaliani führen sich auf einen Patrizier zu Padua, Giovanni dei Vitaliani, im 11. Jahrhundert zurück; seit etwa 1100 waren sie Herren von Bosco, Bojone und Sant’Angelo. Vitaliano Borromeo setzte die kommerziellen Aktivitäten seines Onkels erfolgreich fort, unter anderem mit Bankfilialen in Burgos und Barcelona, und ließ sich in Mailand nieder, wo er das Wohlwollen seines Onkels, des Herzogs Filippo Maria Visconti, genoss. 1418 wurde er dessen Kämmerer. Der Herzog verschaffte ihm verschiedene Lehen im Umfeld des Lago Maggiore, namentlich 1439 die Burg von Arona, mit deren Besitz der Grafentitel verbunden war, den Vitaliano 1445 vom Herzog erhielt. Von den Visconti kaufte Vitaliano Borromeo 1449 auch die Burg von Angera. Der Kernbesitz der Familie lag seither am Lago Maggiore und hatte die beiden Burgen zum Mittelpunkt. (Die Burg Rocca Borromea di Arona wurde im Jahre 1800 auf Befehl Napoleons geschleift, die Burg Rocca Borromea di Angera befindet sich bis heute im Familienbesitz.)
1437 hatte Vitaliano Borromeo († 1449) auf dem alten Familienbesitz in Peschiera Borromeo bei Mailand ein neues Schloss erbaut, von dem aus Francesco I. Sforza 1450 Mailand belagerte. Dieser erhob 1461, inzwischen Herzog von Mailand, Vitalianos Sohn Filippo Borromeo (1419–1464) zum Grafen von Peschiera. Filippo dehnte das Bankgeschäft bis nach Brügge und London aus; das Bankhaus Borromei wurde bis mindestens 1455 fortgeführt. Um 1520 ließ Ludovico Borromeo auf einer Insel im Lago Maggiore eine kleine Burg, die Rocca Vitaliana als Teil der Castelli di Cannero errichten, eine Verteidigungsanlage gegen die Eidgenossen. Giberto II. Borromeo († 1558), Regent am Lago Maggiore, heiratete Margherita Medici di Marignano, die Schwester des Papstes Pius IV. Einer ihrer Söhne war Karl Borromäus (1538–1584), der später heiliggesprochene Erzbischof und Kardinal von Mailand.

### Staat und Familienbesitz
Die Ländereien der Borromeo am Lago Maggiore bildeten zwischen 1445 und 1797 einen eigenen Staat („stato borromaico“: Grafschaft Arono 1445–1613, Markgrafschaft Angera 1623–1797), der nicht der mailändischen Gerichtsbarkeit unterlag. Das Territorium umfasste mehr als 1‘000 Quadratkilometer und war dünn besiedelt. Es beinhaltete allerdings eine Reihe befestigter Orte und hatte, an der nordwestlichen Grenze des Herzogtums Mailand und an die Eidgenossenschaft angrenzend,  strategische Bedeutung. Lukrativ waren die Kontrolle über die Seeschifffahrt und die Zolleinnahmen. Der Staat der Borromeo war in zehn Podesterien unterteilt: Mergozzo, Omegna, Vogogna, Val Vigezzo, Cannobio, Intra, Laveno, Lesa, Angera und Arona. Ihre Herrschaft endete mit dem Einmarsch französischer Truppen und der Besetzung des Territoriums 1797. Bedeutende Teile des Immobilienbesitzes blieben den Borromeo erhalten.
Zum Familienbesitz im Umfeld des Lago Maggiore gehören, teilweise bis heute, auch die sogenannten Borromäischen Inseln. Die Isola Madre ist die größte der vier Inseln und bekannt für ihre im englischen Stil gehaltenen Gärten. Lancilotto Borromeo ließ ab 1501 auf der Insel ein Herrenhaus erbauen, das ab 1580 von Renato I. Borromeo zu einer Palastanlage im Renaissance-Stil erweitert wurde. Auf der Isola Bella, benannt nach Gräfin Isabella Borromeo, erbaute Vitaliano Borromeo zwischen 1650 und 1671 einen Sommerpalast. Kardinal Giberto III. (1615–1672) und Vitaliano VI. (1620–1690) bauten weiter an den Anlagen. Carlo IV. (1657–1734) ließ die terrassenförmigen Gartenanlagen vollenden, die schließlich im Jahre 1671 eingeweiht wurden. Bis heute befinden sich die beiden Paläste im Besitz der Familie.

### Standeserhebungen
Vitaliano Vitaliani, adoptierter Borromeo (* 1390; † 1449), wurde 1445 zum Grafen von Arona erhoben.
Kardinal Federico Borromeo († 1631) wurde 1623 von König Philipp IV. von Spanien zum Marchese di Angera ernannt, in Primogenitur vererblich.
Renato II. Borromeo, Conte di Arona († 1685), hatte mit Giulia Arese den Sohn Carlo Borromeo, Vizekönig von Neapel, der um 1700 den Beinamen Arese annahm.
Graf Giberto Borromeo Arese erhielt 1896 eine italienische Erneuerung des Titels Marchese di Angera (Primogenitur). 1916 erhielt derselbe, Giberto Borromeo Arese, Marchese di Angera, Conte di Arona, eine ebensolche Erneuerung für den Titel Principe di Angera, das Diplom hierüber wurde 1917 ausgefertigt.
Die Nachgeborenen führten den Familiennamen Borromeo mit dem Prädikat Don bzw. Donna, die männlichen den Zusatz Conte di Arona.

### Besitzungen

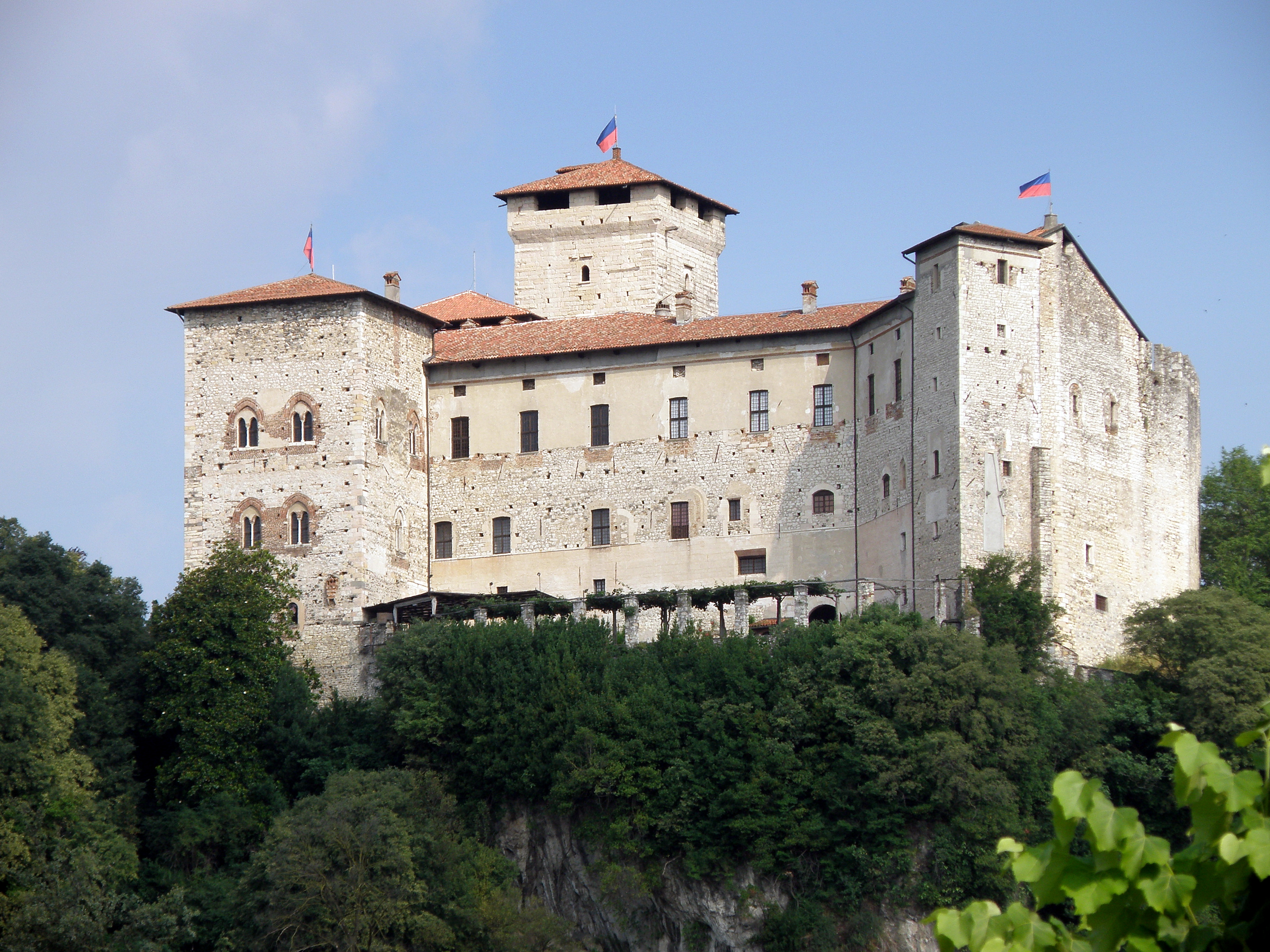
Burg Rocca di Angera
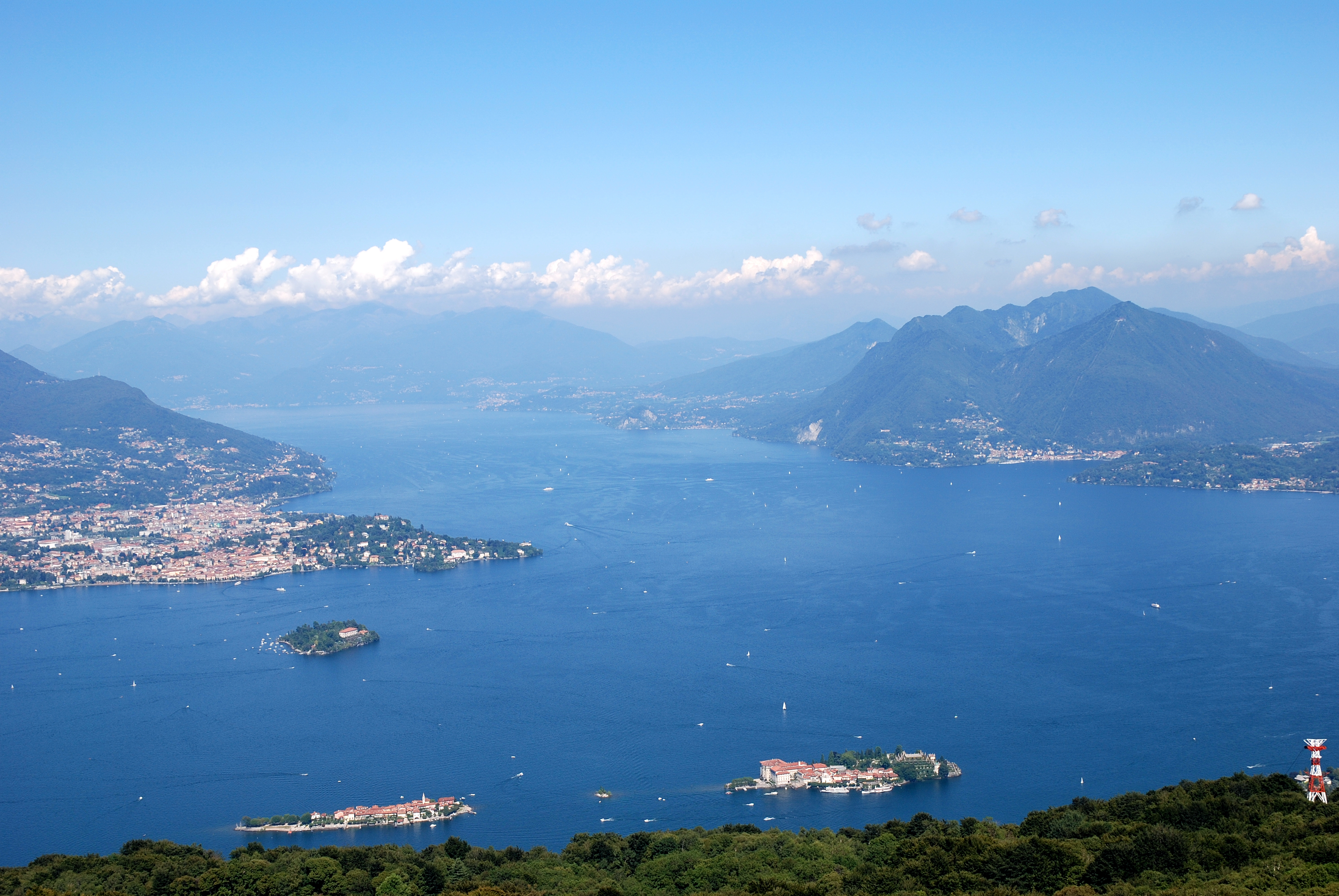
Borromäische Inseln (Lago Maggiore)
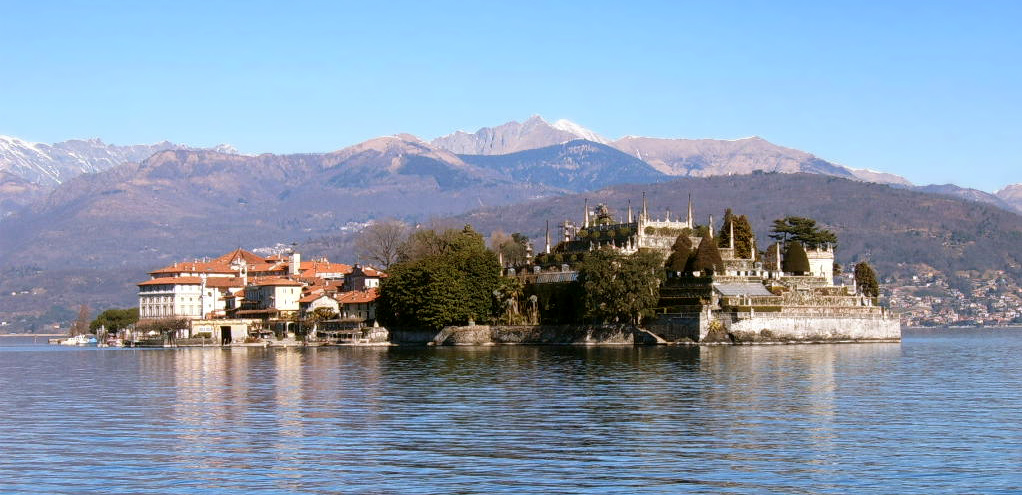
Die Isola Bella
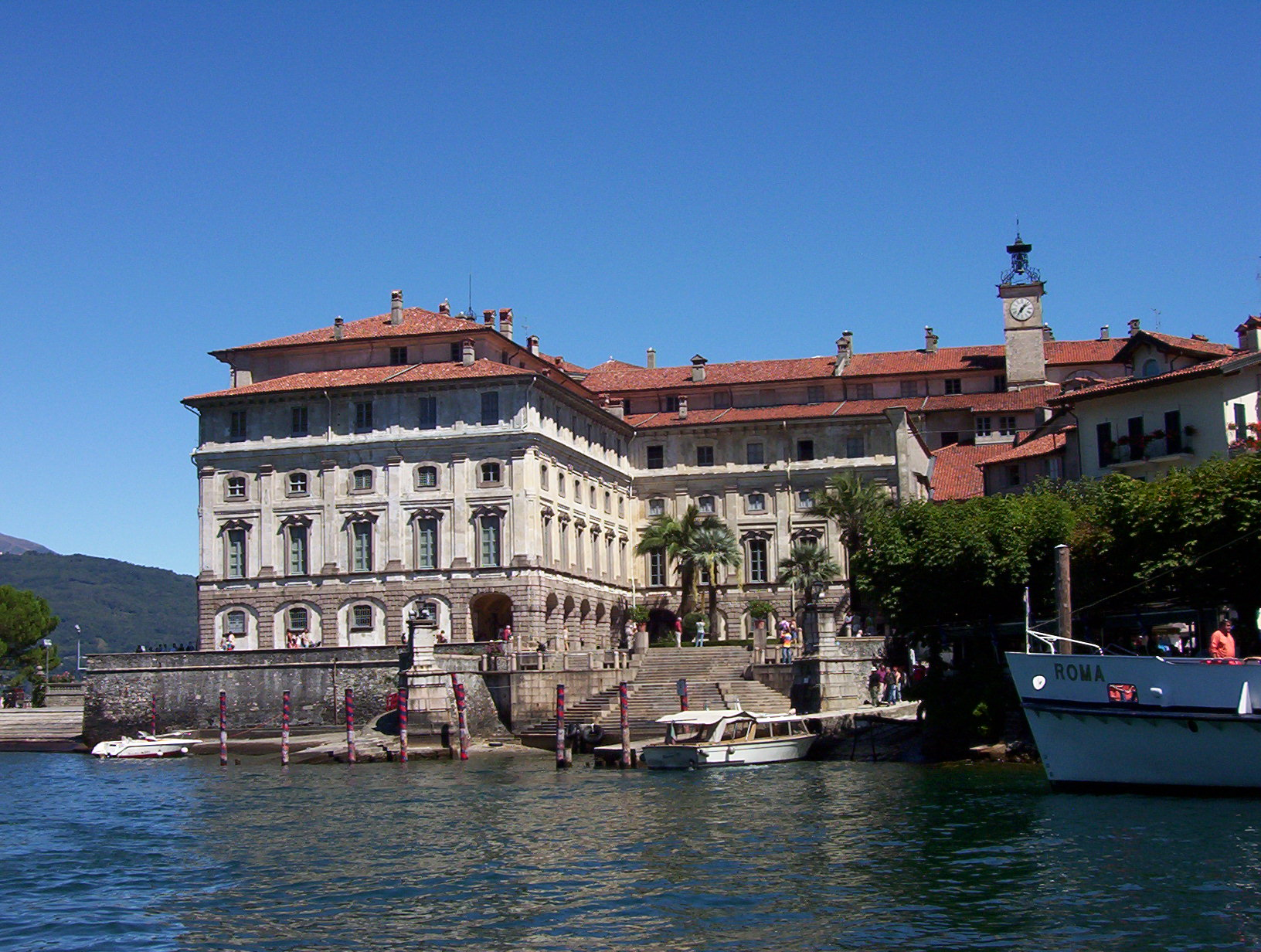
Palast auf der Isola Bella
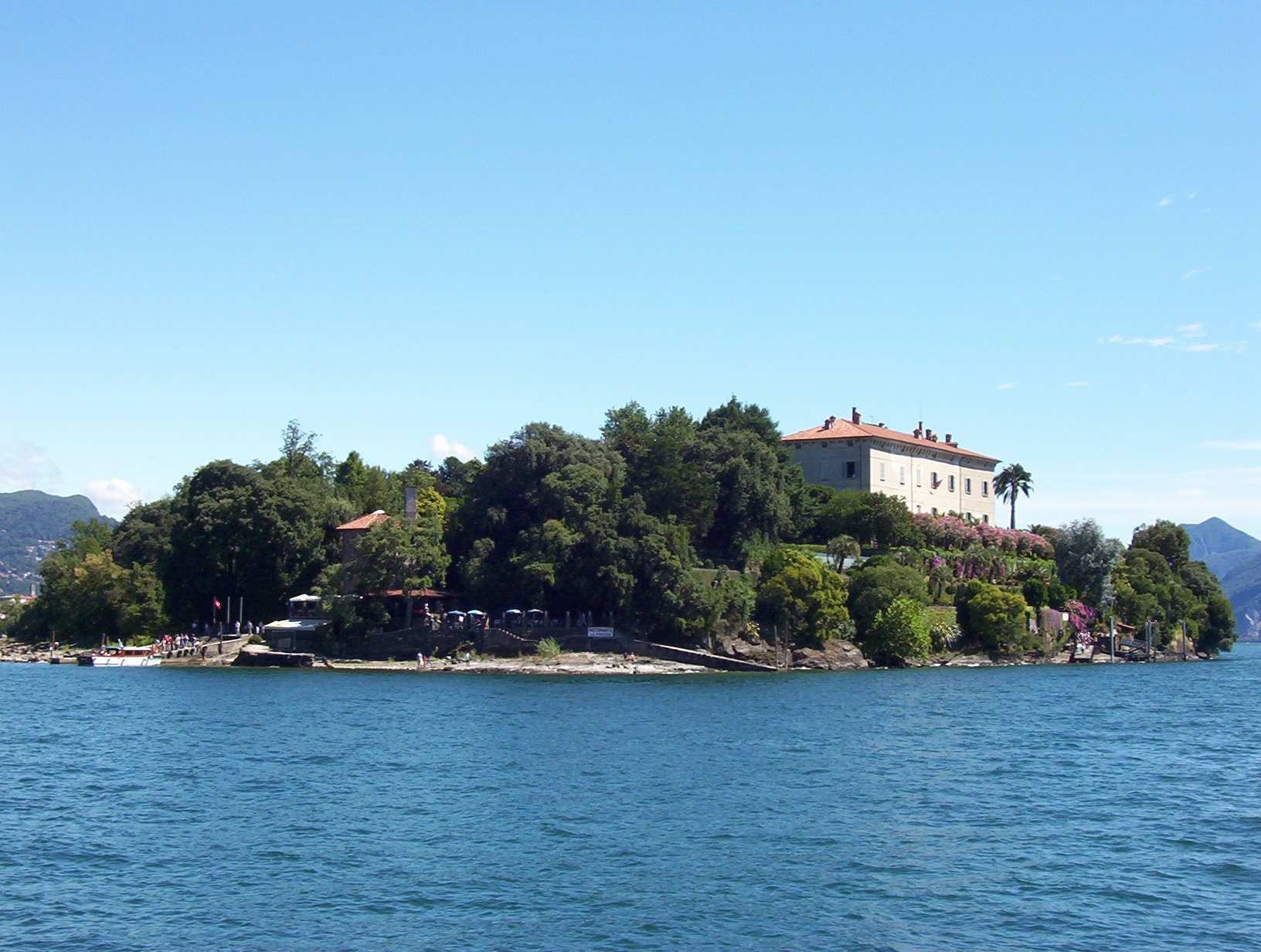
Die Isola Madre
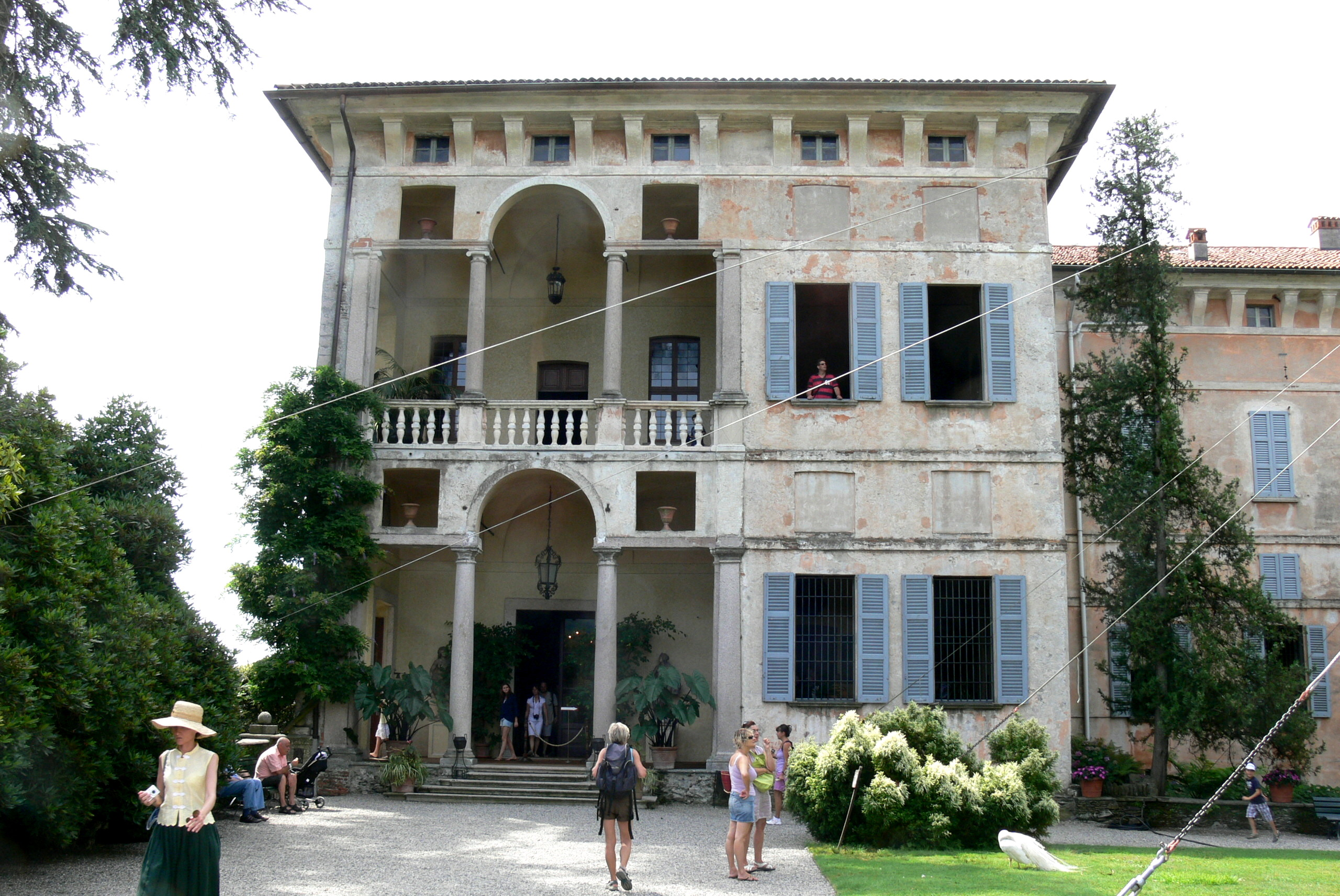
Palast auf der Isola Madre
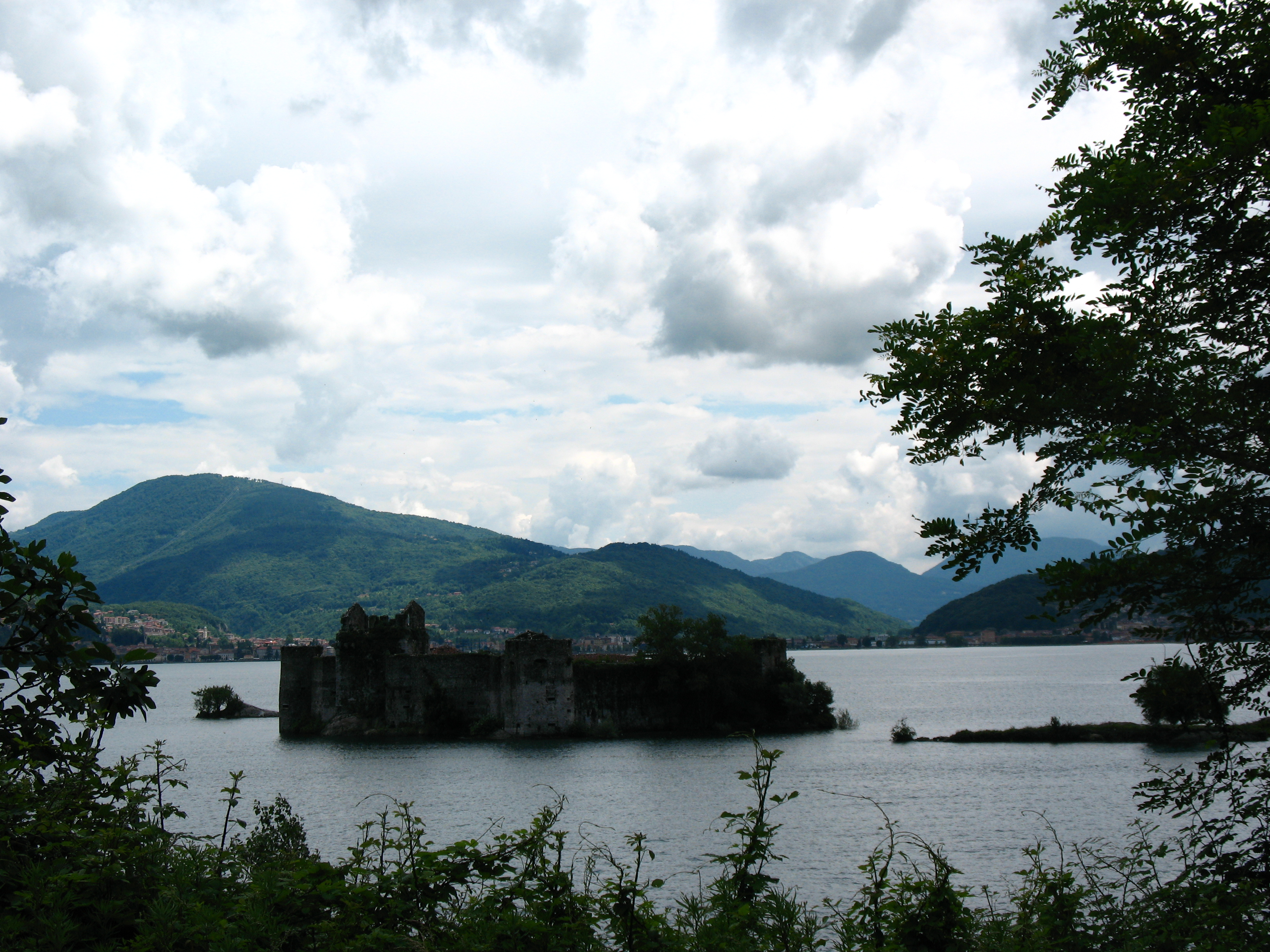
Castelli di Cannero, Lago Maggiore
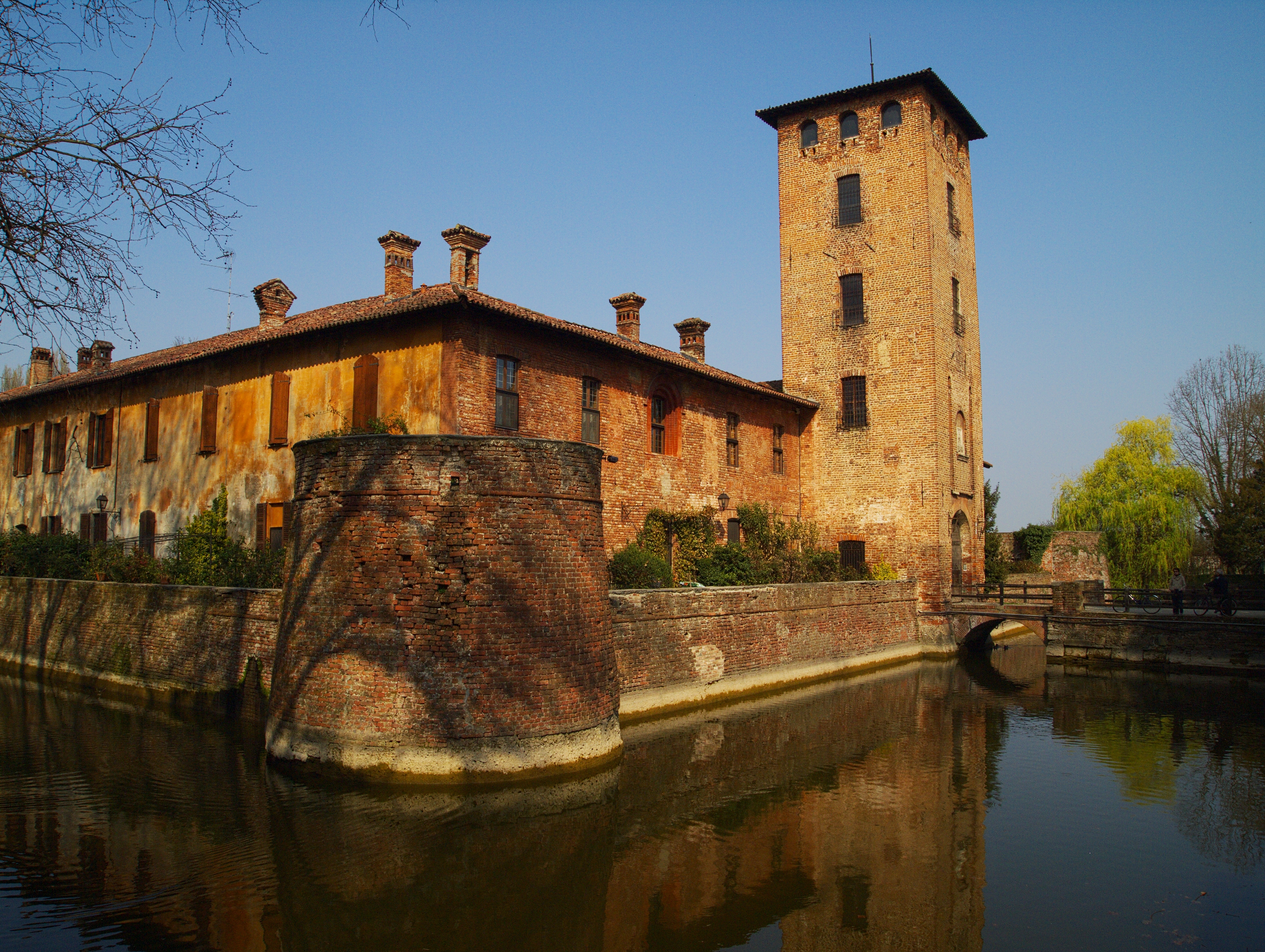
Castello Borromeo in Peschiera Borromeo

### Klerikale Karrieren

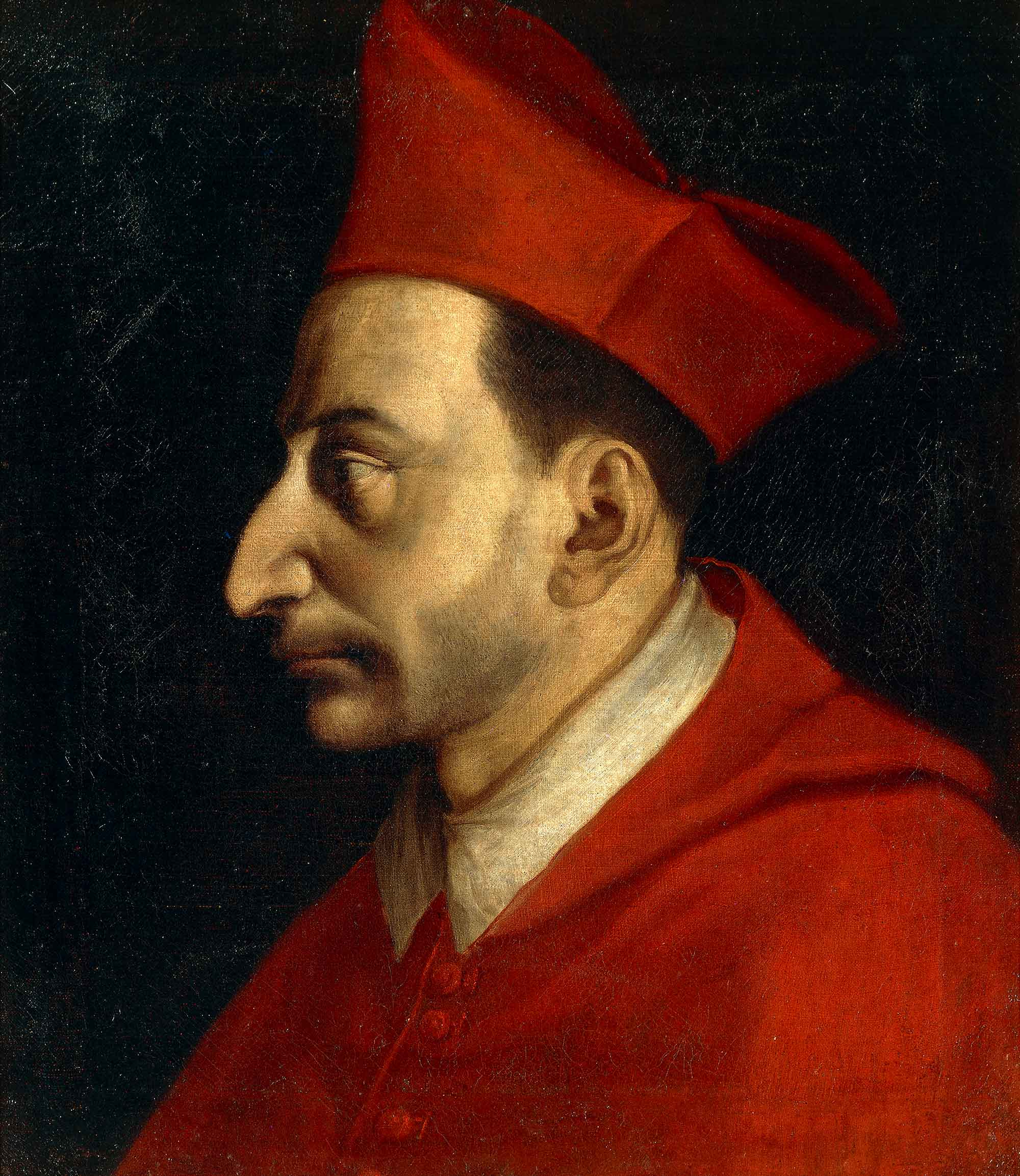
Der Heilige Karl Borromäus (Carlo Borromeo), Kardinal (1538–1584)

Aus der Familie gingen sieben Kardinäle hervor, die sich vor allem der moralischen Erneuerung der römisch-katholischen Kirche verpflichtet fühlten.
Als bedeutend gelten zwei Kardinäle aus der Familie Borromeo:
- Kardinal Carlo Borromeo (1538–1584), ein früher Vertreter der Gegenreformation, ist unter diesen Kardinälen der bedeutendste. Der einflussreichen Rolle des Kardinalnepoten in Rom unter Pius IV. entsagte er, um sich der Reform des Erzbistums Mailand zu widmen. Er engagierte sich mit besonderem Eifer im Kampf gegen den Protestantismus und für die vom Konzil von Trient geforderte Residenzpflicht der Bischöfe. Er wurde von katholischer Seite bereits zu seinen Lebzeiten als vorbildlicher christlicher Kirchenfürst glorifiziert. 1602 erfolgte seine Seligsprechung; 1610 wurde er heiliggesprochen.

- Kardinal Federico Borromeo (1564–1631) fand es schwierig, in die Fußstapfen seines berühmten Cousins zu treten. Als Jugendlicher plante er, in ein Kloster einzutreten, was sowohl seine Familie als auch sein Cousin Carlo Borromeo zu verhindern wussten. Als einflussreicher Weltgeistlicher sollte er die Interessen der Familie wahren. Zum Kurienkardinal wurde er von Sixtus V. ernannt. Innerhalb der Kurie zählte er zu den Reformkardinälen. Die Ernennung durch Clemens VIII. zum Erzbischof von Mailand, wo sein mittlerweile verstorbener Cousin so erfolgreich gewirkt hatte, erwog Federico Borromeo abzulehnen, weil er sich der Nachfolge seines Cousins nicht gewachsen fühlte. Nachdem er dennoch angenommen hatte, begründete er in Mailand dann die Biblioteca Ambrosiana, der eine Künstlerakademie und eine heute noch zu besichtigende Gemäldesammlung angeschlossen sind. Ein literarisches Denkmal setzte ihm Alessandro Manzoni in seinem Roman „I promessi sposi“.

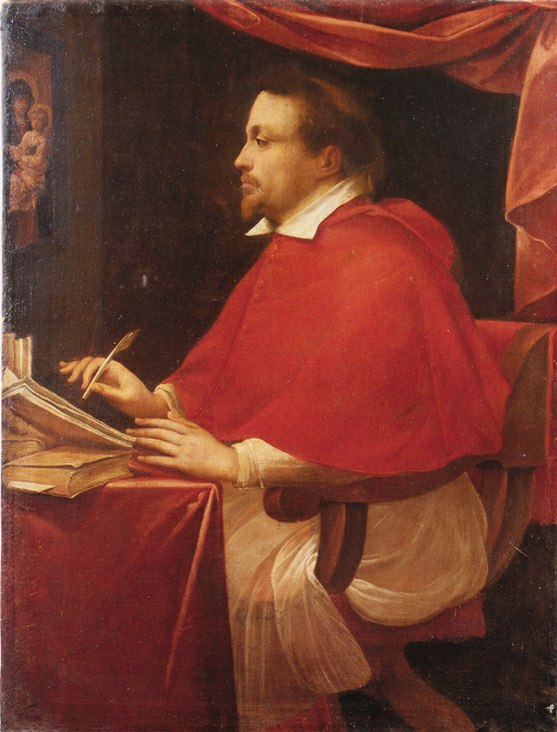
Kardinal Federico Borromeo (1564–1631)
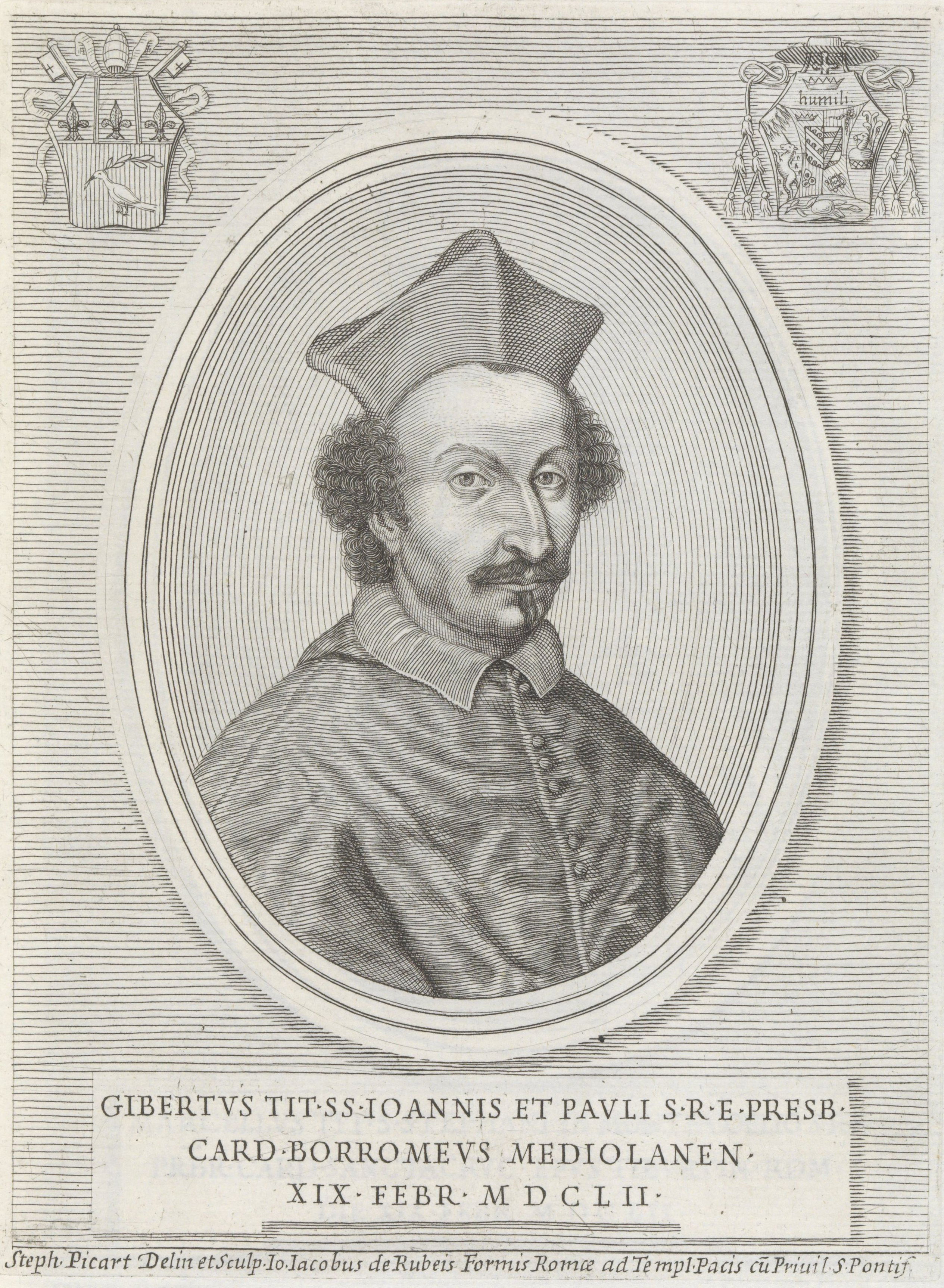
Kardinal Giberto III. Borromeo (1615–1672)
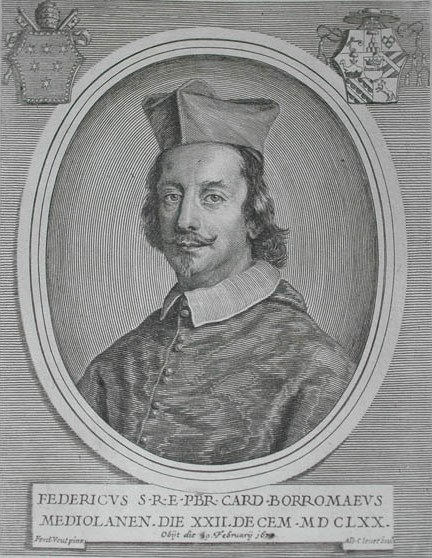
Kardinal Federico Borromeo der Jüngere (1617–1673)
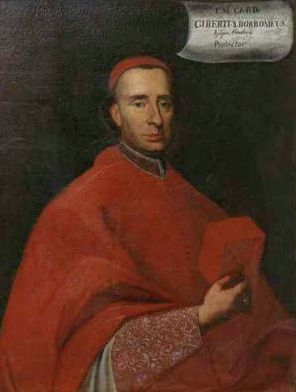
Kardinal Giberto Borromeo (1671–1740)
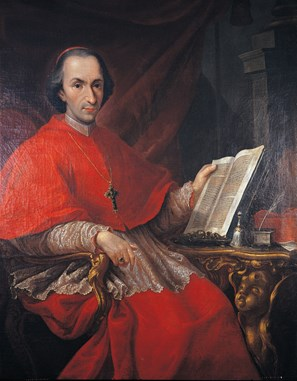
Kardinal Vitaliano Borromeo (1720–1793)
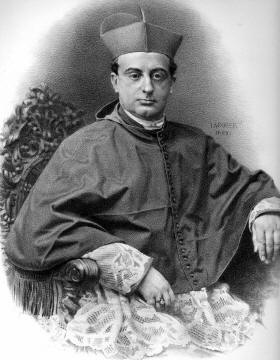
Kardinal Edoardo Borromeo (1822–1881)

Weitere Kardinäle:
- Giberto III. Borromeo (1615–1672)
- Federico Borromeo der Jüngere (1617–1673)
- Giberto Borromeo (1671–1740)
- Vitaliano Borromeo (1720–1793)
- Edoardo Borromeo (1822–1881)

### Wappen

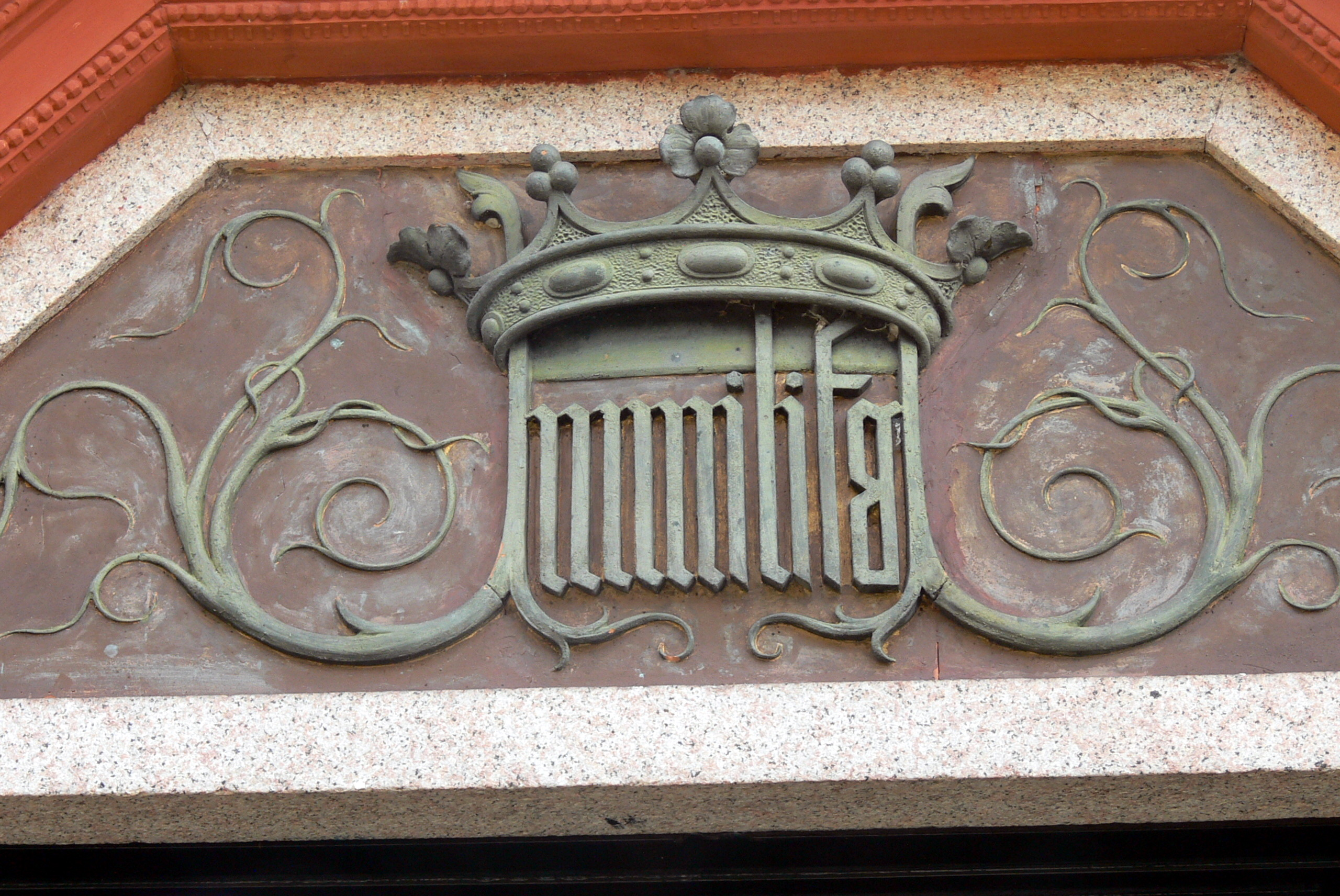
Humilitas, die bekrönte Wappendevise der Familie Borromeo auf der Isola Madre im Lago Maggiore (1858)

Das große, fürstliche Wappen des Geschlechts Borromeo, wie es im Adelsdiplom von 1917 anlässlich einer 1916 erfolgten Anerkennung bzw. Erneuerung des Titels Principe di Angera zu sehen ist: Geviert, mit Herzschild, eingebogenen Seitenfeldern, Schildhaupt und Schildfuß; in Feld 1 in Rot eine goldene Krone schräglinks gelegt, 2 in Silber schräglinks zwei kreuzweise gelegte, rotgebundene Zöpfe, 3 in Blau drei (1, 2) verschlungene rotbesteinte Ringe (Borromäische Ringe), 4 in Rot ein altertümlicher silberner Pferdezügel schrägrechts gelegt; das vordere Seitenfeld: im roten, mit goldenen Funken besäten Feld ein aufgerichtetes silbernes Einhorn, um den Hals eine altertümliche goldene Krone, hinten mit einer flatternden silbernen Binde gebunden, links oben ein goldenumstrahltes silbernes Oval, belegt mit einer blauen Schlange, einen naturfarbenen Knaben ausspuckend (Visconti-Schlange; Feld wegen des Titels Conte di Arona); hinteres Seitenfeld: gespalten, vorn in Rot ein in einem goldenen Korb ruhendes goldenes Kamel, auf dem Rücken ein aus einer altertümlichen goldenen Krone wachsender Busch aus abwechselnd silbernen und blauen Straußenfedern (Bilddevise des Vitaliano Borromeo, † 1449); hinten geteilt, oben in Gold ein goldgekrönter schwarzer Adler (Reichsadler; Parteizeichen der Ghibellinen), unten in Silber ein schwarzer Flug (manchmal irrtümlich als Adler dargestellt); Herzschild: gespalten, vorn von Eisenhütlein und Grün fünfmal schrägrechts geteilt (Stammwappen Vitaliani), hinten von Rot und Grün fünfmal geteilt und mit silbernem Schrägrechtsbalken belegt (Stammwappen Borromeo); Schildhaupt: in Silber das Wort „Humilitas“ in schwarzer gotischer Schrift, darüber eine fünfzackige goldene Krone (Wappendevise), Schildfuß: in Silber ein balkenweise liegender, grüner Zitronenzweig mit goldener Frucht. Um das Ganze ein aus einer sechzehn-(neun-)zackigen Krone herabwallender, hermelingefütterter roter Wappenmantel; darüber zwei Helme mit silbern-blau-grünen Decken, auf dem rechten aus einem goldenen Korb wachsend eine silberne Säule mit goldener Basis und Kapitäl, umwunden von einer grünen Schlange mit geflügeltem Menschenkopf, der auf dem Kapitäl ruht; auf dem linken Helm das Kamel wie im Schild.

## Weitere bedeutende Familienmitglieder

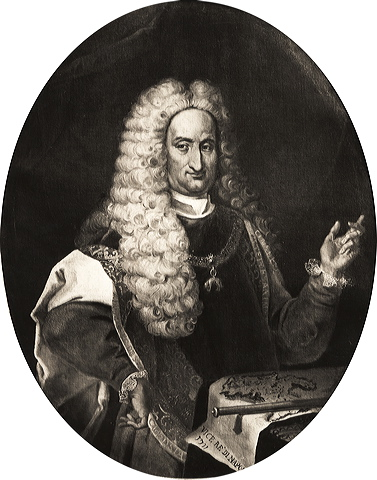
Carlo IV. Borromeo (1657–1734), Vizekönig von Neapel

- Carlo III. Borromeo (1586–1652), begann den Bau des Palazzo Borromeo auf der Isola Bella
- Renato II. Borromeo (1613–1685), Decurione in Mailand
- Vitaliano VI. Borromeo (1620–1690), italienischer Diplomat und Gemäldesammler
- Carlo IV. Borromeo (1657–1734), Vizekönig von Neapel, Plenipotentiar von Reichsitalien
- Agostino Borromeo d’Adda (1944–2024), italienischer Historiker und Generalgouverneur des Ritterordens vom Heiligen Grab zu Jerusalem

## Weblinks

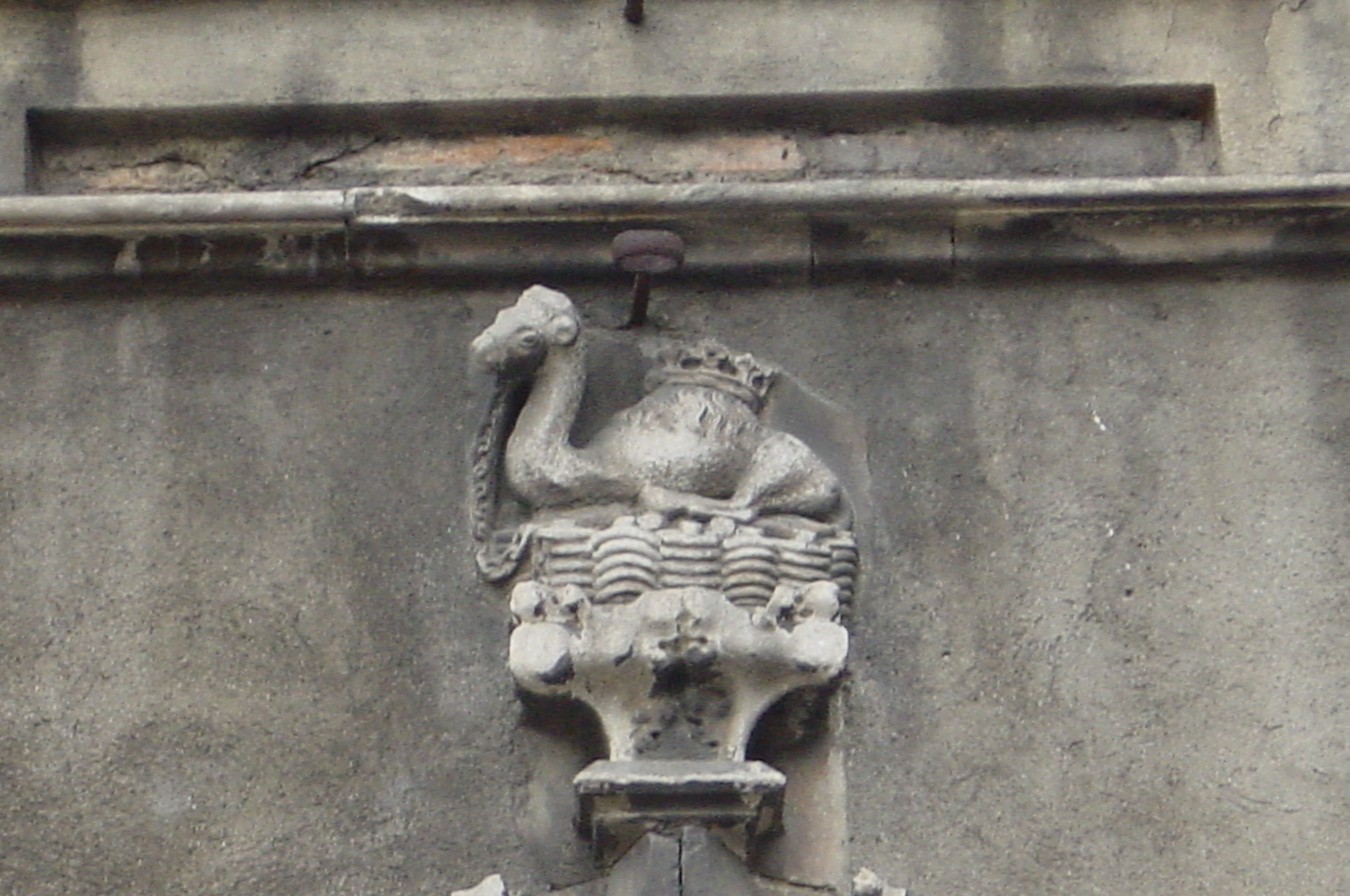
Das Borromeo-Kamel, Bilddevise von Vitaliano Borromeo, am Palazzo Borromeo in Mailand